# Ferrocarril de Los Altos
El Ferrocarril de Los Altos fue un sistema ferroviario de Guatemala que funcionó en los municipios de Quetzaltenango y San Felipe entre 1930 y 1933. Fue mandado a construir por el presidente Justo Rufino Barrios en 1881.

## Historia

### Proyecto inicial
En 1881, en una reunión acerca de la Municipalidad de Quetzaltenango, el presidente Justo Rufino Barrios mencionó la iniciativa de construir un ferrocarril entre Quetzaltenango y San Felipe. Sus ejecutivos apoyaron la idea, y en 1891, inspeccionaron el área en donde se realizaría el ferrocarril, hubo conflictos políticos y económicos, tales razones llevó a cabo la inspección del área 10 años después. En 1896, se registra la primera gestión de construcción. La financiación del ferrocarril fue de US$ 20 millones (de aquella época), dinero en oro, el cual fue dado por el gobierno de Guatemala.
La construcción de los vagones de madera con chasis metálico comenzó en 1899. Para las vías del ferrocarril empezaron el 21 de noviembre de 1910 y el 15 de marzo de 1911 para Quetzaltenango y San Felipe, respectivamente. Las vías fueron construidas por la compañía industrial alemana Krupp. El 3 de octubre de 1914, se suspendió la construcción debido a la depresión económica de la Primera Guerra Mundial, no obstante, la construcción fue reanudada el 14 de marzo de 1915, siendo estos mandatos realizados por el presidente Manuel Estrada Cabrera. En 1920, el sucesor Carlos Herrera y Luna crea un mercado de bebidas alcohólicas a Q. 3 (US$ 0.40) para financiar la obra.
El 13 de julio de 1922, el sucesor José María Orellana convoca una licitación para retomar los trabajos formalmente de la construcción de las vías, pues la construcción avanzaba con lentitud. También el presidente José María Orellana firmó un contrato el 25 de septiembre de 1924 con la empresa alemana Allgemeine Elektricitäts-Gesellschaft (AEG) para un nuevo arreglo financiero por US$ 2.5 millones (de aquella época), a través de una emisión de bonos. La AEG también proporcionó equipamiento eléctrico y ayudó en la construcción del ferrocarril. El ferrocarril fue inaugurado el 30 de marzo de 1930.

### Temporal, descontinuación
Desde el 19 de septiembre de 1933 fue el inicio de un temporal de lluvias en Quetzaltenango y San Felipe, estos eventos se llevaron a cabo en el mismo periodo de la Gran Depresión. Este temporal se conoció como el Temporal de Santa Marta, el cual destruyó las vías del ferrocarril. El pueblo y algunas autoridades se ofrecieron para mantener el ferrocarril en servicio, no obstante, el presidente Jorge Ubico ordenó no reconstruir el ferrocarril, desde entonces el ferrocarril se discontinuó por falta de mantenimiento. Fue declarado clausurado el 10 de noviembre de 1933. En 1934, Ubico rechazó la propuesta del alcalde de Quetzaltenango de reconstruir el ferrocarril.
Algunos restos del ferrocarril se encuentran en el Centro Intercultural de Quetzaltenango, que contiene aparte colección multimedia relacionado al ferrocarril. Otros restos del ferrocarril se usaron para postes eléctricos.

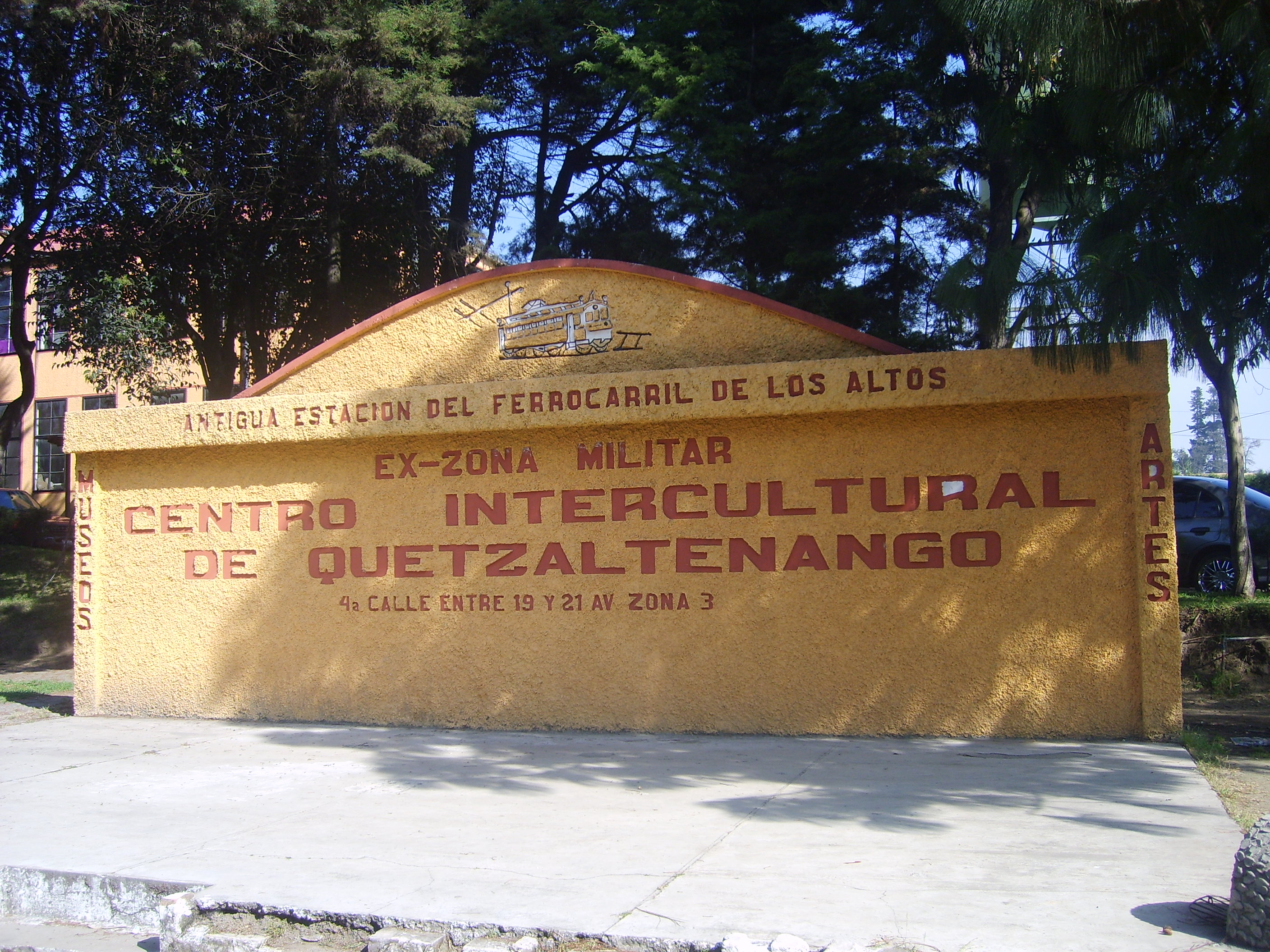
Letrero del Centro Intercultural de Quetzaltenango, centro que conmemora la antigua estación final del Ferrocarril de Los Altos.

## Melodía y tributos
El 30 de marzo de 1930 se inauguró el ferrocarril con la melodía de Domingo Bethancourt. A lo largo del tiempo, se ha utilizado la melodía para danzas y otro tipo de eventos culturales guatemaltecos, o internacionales, aparte ha habido una gran colección de remezclas y versiones de la melodía.
Existe un monumento en conmemoración al ferrocarril ubicado en el Parque Guzmán, en Totonicapan.